# Diplopterygium clemensiae
Diplopterygium clemensiae är en ormbunkeart som först beskrevs av Edwin Bingham Copeland, och fick sitt nu gällande namn av Barbara S. Parris. Diplopterygium clemensiae ingår i släktet Diplopterygium och familjen Gleicheniaceae. Utöver nominatformen finns också underarten D. c. membranacea.